# Iberia (Missouri)
Pour les articles homonymes, voir Iberia (homonymie).
Iberia est une ville du comté de Miller, dans le Missouri, aux États-Unis,. Située au sud-est du comté, elle est fondée en 1882 et incorporée en 1875.

## Démographie
Lors du recensement de 2010, la ville comptait une population de 736 habitants. Elle est estimée, en 2016, à 743 habitants.

### Source de la traduction
- (en) Cet article est partiellement ou en totalité issu de l’article de Wikipédia en anglais intitulé « Iberia, Missouri » (voir la liste des auteurs).